# Артур Стенлі Триттон
Артур Стенлі Триттон (англ. Arthur Stanley Tritton; 25 лютого 1881, Англія, Сполучене Королівство — 8 листопада 1973, Англія, Сполучене Королівство) — британський арабіст, дослідник, викладач, автор підручників. Він написав чимало книг про іслам і його історію, з 1938 по 1946 рік був професором арабської мови і Школи Сходознавства і досліджень Африки в Лондоні.

## Життєпис
Артур Триттон народився 25 лютого 1881 року. Його батько був старшим пастором Конгрегаційної церкви у Великому Ярмуті (Great Yarmouth), але коли Триттон був все ще молодим сім'я перебралась до Вандсворта (Wandsworth).
У 1900 він був направлений до Мансфілд колледжа (Mansfield College) де він вчив богослів'я.
Пізніше він також навчався у Юлія Веллхаузена (Julius Wellhausen) в університеті Гьоттінгена.
Він викладав у Школі Дружньої Місії у Бруммана у Ливані і потім в університетах Едінбургу і Глазго. Свій ступінь доктора у сфері літератури він отримав у 1918 році в Едінбурзі.
В 1921 році він був призначений професором арабського в ісламському університеті Алігар в Індії, де він залишився до кінця десятиріччя.
В 1931 році він став лектором арабської в Школі Сходознавства в Лондоні (SOAS University of London, School of Oriental Studies). Два роки потому він був продвинутий на рівень Читача і у 1938 році він змінив H. A. R. Gibb як професора арабської і голову відділу. У 1943 році його популярний вступ до арабської мови був опублікований у серії Навчи Себе (Teach Yourself).
Він вийшов на пенсію у 1946 році, але продовжив певний час викладати як лектор з неповною зайнятістю.
Він помер 8 листопада 1973 року у віці 93.

## Праці
Триттон написав 6 книг, всі з яких були опубліковані під іменем  А.С.Триттон (A. S. Tritton):
- The Rise of the Imams of Sanaa (1925
- The Caliphs and Their Non-Muslim Subjects: A Critical Study of the Covenant of ‘Umar (1930)
- Teach Yourself Arabic [Архівовано 26 листопада 2019 у Wayback Machine.] (1943)
- Muslim Theology (1947)
- Islam: Belief and Practices (1951)
- Materials on Muslim Education in the Middle Ages (1957)